# مهرجان بغداد للتسوق
مهرجان بغداد للتسوق هو مهرجان تسوق يُقام في العاصمة العراقية بغداد على أرض معرض بغداد الدولي، يبدأ في 12 يوليو ويستمر لمدة اسبوع حتى 18 يوليو. أُقيم لأول مرة في الفترة من 12 إلى 18 يوليو 2015، بمشاركة العديد من الشركات العربية والأجنبية من دول عدة، منها تركيا، وسوريا، ومصر، وإيران، والهند، وباكستان، ولبنان، والإمارات العربية المتحدة، والكويت والأردن.
نُظم المهرجان من قبل شركة المعارض العراقية التابعة لوزارة التجارة العراقية، والتي توقفت عن العمل خلال فترة العدوان الأمريكي على العراق.

## وصلات خارجية
- الموقع الرسمي لشركة المعارض العراقية